# Marek Gromiec
Marek Jerzy Gromiec (ur. 14 września 1943 w Warszawie) – inżynier, doktor habilitowany nauk technicznych, profesor nadzwyczajny Politechniki Warszawskiej i Wyższej Szkoły Ekologii i Zarządzania w Warszawie, specjalista w zakresie zaopatrzenie w wodę i oczyszczania ścieków.

## Życiorys
Ukończył studia na Wydziale Inżynierii Sanitarnej i Wodnej Politechniki Warszawskiej oraz na Wydziale Inżynierii Środowiska Uniwersytetu Teksańskiego w Austin (USA). Stopień naukowy doktora nauk technicznych uzyskał na Politechnice Warszawskiej, a stopień doktora habilitowanego na Wydziale Inżynierii Środowiska Politechniki Lubelskiej (2012). Został profesorem nadzwyczajnym Wydziału Inżynierii Środowiska Politechniki Warszawskiej oraz profesorem nadzwyczajnym na Wydziale Ekologii WSEiZ w Warszawie. Był także wykładowcą na: Uniwersytecie Teksasu w Austin (USA), Uniwersytecie Oulu (Finlandia), Uniwersytecie Tohoku, Uniwersytecie Tokio i Uniwersytecie Kyoto (Japonia).
Inne pełnione funkcje:
- w Instytucie Meteorologii i Gospodarki Wodnej – główny technolog, kierownik Zakładu Gospodarki Wodnej, pełnomocnik dyrektora naczelnego ds. projektów specjalnych.
- kierownik Biura Programu Rządowego PR7
- kierownik Grupy Tematycznej CPBR 11
- kierownik PBZ Ministra Środowiska pt. „Strategia Ochrony zasobów wodnych przed zanieczyszczeniem z punktu widzenia ochrony zdrowia, przyrody i potrzeb gospodarczych”
- doradca ministra środowiska
- przewodniczący Krajowej Rady Gospodarki Wodnej w latach 2002–2010 (dwie kadencje)
- przewodniczący Zespołu ds. Ochrony Środowiska Komitetu Badań Naukowych
- przewodniczący Rady Ekofunduszu
- sekretarz i członek Prezydium Państwowej Rady Ochrony Środowiska
- wiceprzewodniczący Krajowej Komisji Ocen Oddziaływania na Środowisko
- prezes Zarządu Stowarzyszenia Ekorozwój
- członek Rady Nadzorczej NFOŚiGW (2007–2012)
- wiceprzewodniczący Komitetu Badań nad Zagrożeniami Związanymi z Wodą przy Prezydium PAN (2011–2013)
- stały ekspert Komisji Ochrony Środowiska, Zasobów Naturalnych i Leśnictwa Sejmu RP (od 2011)
- przewodniczący Zespołu Ekspertów Komisji Środowiska Senatu RP (od 2014)
- przewodniczący Polskiego Komitetu Gospodarki Wodnej SITWM-NOT
- przewodniczący Polskiego Komitetu Międzynarodowego Stowarzyszenia Wody
- członek Komitetu Inżynierii Środowiska PAN
- członek Komitet Gospodarki Wodnej PAN[2][3]

Był zatrudniony za granicą w:
- ONZ jako ekspert (realizował projekty techniczne z ramienia UN HABITAT oraz UNIDO, był konsultantem ONZ w Birmie, członkiem Komisji Hydrologicznej WMO, konsultantem UNIDO ds. odnowy wody ze ścieków, członkiem zespołu międzynarodowego w projekcie CCMS NATO – dotyczącego eutrofizacji wód na świecie – pod kierunkiem US EPA)
- Centrum badań Zasobów Wodnych (CRWR) w USA
- Międzynarodowym Instytucie Analiz Systemów Stosowanych – IIASA (Austria)
- Technicznym Centrum Badawczym – VTT (Finlandia)
- Azjatyckim Instytucie Technologii – AIT (Tajlandia)[2]

Otrzymał następujące nagrody międzynarodowe: złoty medal międzynarodowego sympozjum wodnego w Cannes (2005), Szwedzka Nagroda Wodna Morza Bałtyckiego (2010), Nagroda Wodna Grand Prix Cannes (2010), Złota Nagroda Wodna Culligana (2010). Został odznaczony Srebrnym (1999) i Złotym (2013) Krzyżem Zasługi oraz Krzyżem Kawalerskim Orderu Odrodzenia Polski (2022).